# تشارلز إتش. إلستون
تشارلز إتش. إلستون هو مدرس ومحامي وسياسي أمريكي، ولد في 1 أغسطس 1891 في مارييتا في الولايات المتحدة، وتوفي في 25 سبتمبر 1980 في فورت لودرديل في الولايات المتحدة. نشط حزبياً في الحزب الجمهوري. وقد انتخب عضو مجلس النواب الأمريكي ‏.